# Asghar Golizadeh
Asghar Golizadeh (en persan : اصغر گلی‌زاده), né le 29 juillet 1991 à Tabriz, est un joueur d'échecs iranien.
Il joue pour l'équipe nationale iranienne lors de trois olympiades d'échecs consécutives, de 2010 à 2014. Il participe aussi à deux reprises aux championnats d'Asie par équipe (2012 et 2014) sous ses couleurs nationales.

## Titres internationaux
En 2010, il reçoit le titre de Maître international (MI) et en 2011 celui de Grand maître international (GMI).